# Patrizia Casagrande Esposto
Patrizia Casagrande Esposto (Senigallia, 29 ottobre 1951 – Senigallia, 12 dicembre 2017) è stata una politica italiana, ex presidente della provincia di Ancona.

## Biografia
All'età di 20 anni si iscrive al Partito Comunista Italiano, con il quale nel 1985 è eletta nel consiglio comunale della sua città natale. Dopo la svolta della Bolognina aderisce al Partito Democratico della Sinistra, con cui nel 1994 diventa consigliera provinciale; nel 1998 è nominata nella giunta provinciale; venendo confermata assessora anche dopo le elezioni del 2002. È anche vice presidente della Commissione regionale per le pari opportunità.
In quota Democratici di Sinistra, alle elezioni del 27 e 28 maggio 2007 viene eletta presidente della provincia al primo turno con il 55,638 % dei voti; succedendo a Enzo Giancarli. È sostenuta da una coalizione di centro-sinistra formata da L'Ulivo, Partito dei Comunisti Italiani, Federazione dei Verdi, PSI, Partito della Rifondazione Comunista, Italia dei Valori-Popolari UDEUR e Repubblicani Europei. Pochi mesi dopo la sua elezione confluisce nel neonato Partito Democratico. Il 12 ottobre 2009 è eletta presidente dell'Upi Marche. Il suo mandato da presidente della provincia, in scadenza nel giugno 2012, è stato prorogato di due anni in attesa dell'entrata in vigore della legge sul riordino delle amministrazioni locali; conclude quindi l'esperienza amministrativa nell'autunno 2014.
Muore il 12 dicembre 2017 dopo una lunga malattia all'età di 66 anni.